# Radioamatérská pásma

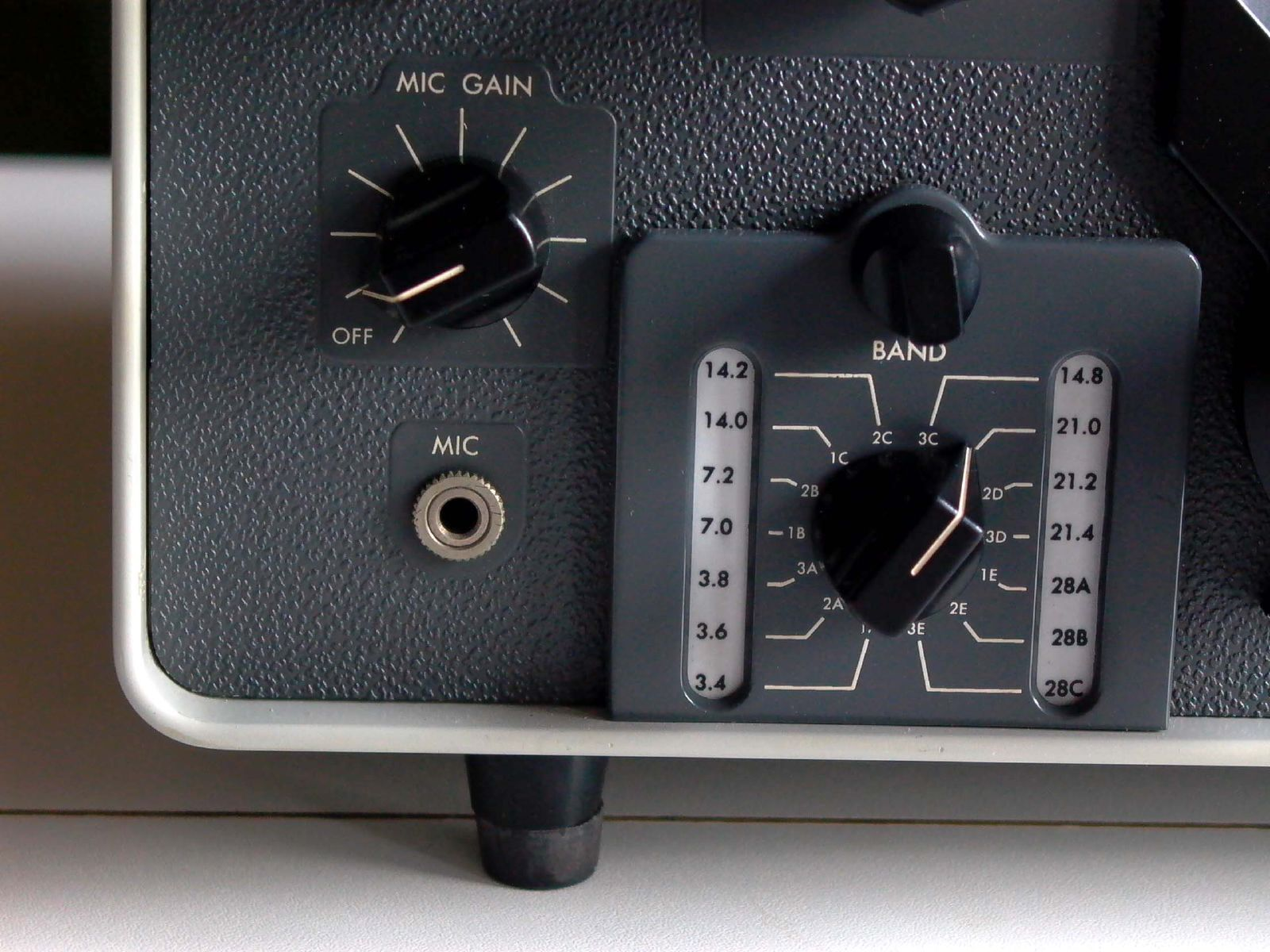
přepínač pásma u krátkovlnného vysílače Collins KWM-2A

Radioamatérská pásma jsou rozmezí kmitočtů rádiových vln vyhrazená pro radioamatérství.
V počátcích profesionálního rádiového vysílání byly užívány střední a dlouhé vlny, které se šíří při povrchu země (přízemní vlna). Dosah vysílání je do značné míry dán výkonem vysílače, a signál je poměrně stabilní, takže dlouhé vlny se hodily  i pro transoceánskou komunikaci. Krátké vlny byly považovány za bezcenné, neboť dosah jejich přízemní vlny je maximálně desítky kilometrů, a jako takové byly dány napospas radioamatérům. Krátké vlny se však šíří také prostorovou vlnou (odrazem od ionosféry), a bylo zjištěno, že tímto způsobem lze i s malým vysílacím výkonem překonat značné vzdálenosti. Podmínky šíření však zde nejsou stálé, nýbrž závisí na aktuálním stavu ionosféry, a ten zase značně ovlivňuje Slunce (den/noc, sluneční cykly, erupce).  Radioamatéři se naučili krátké vlny využívat a mohli tak navazovat spojení s celým světem. Profesionálním službám však nezůstaly zmíněné vlastnosti krátkých vln utajeny, začaly je také využívat a z moci úřední postupně radioamatéry vytlačily až do úzkých, přesně vyhrazených pásem. Tento stav přetrval od 30. let 20. století až do 80. let 20. století, kdy nastal rozvoj satelitní komunikace (krátké vlny byla do té doby jediná možnost spojení s loďmi nebo letadly na mořích). S rozvojem techniky dochází k využití stále „vyšších“ pásem (kde vlny již ionosférou prochází), a tak jsou ohrožena i tato. Nebezpečí tkví v použití technologií s tzv. rozprostřeným spektrem, které ve výsledku zvedne úroveň šumu v širokém kmitočtovém spektru VKV. KV zase ohrožuje technologie, která dovede přenášet data přes silnoproudý rozvod, což má za následek silné rušení v pásmu krátkých vln.
Přidělení kmitočtů nejen pro radioamatérskou potřebu je koordinováno Mezinárodní telekomunikační unií (ITU). Povrch zeměkoule je rozdělen do tří zón, přičemž v každé platí poněkud odlišná rozdělení, a i jednotlivé státy si mohou při splnění stanovených podmínek rozdělení kmitočtových pásem upravit. Třeba v USA mají radioamatéři povolen v pásmu 80 m provoz od 3,5 do 4 MHz namísto evropského 3,5 – 3,8 MHz. Zvláště při velkých závodech nebo při dálkovém (tzv. DX) provozu americké stanice vysílají třeba na 3,815 MHz a hlásí, na kterém kmitočtu poslouchají v evropské části pásma. Při silném provozu je to docela výhoda. Některá pásma jsou sdílená s jinými službami a bývá tam stanovená priorita té které služby.

## Přehled pásem

### Typy provozu
Každé z pásem je dále rozděleno podle typu provozu.
- A1 je nemodulovaná telegrafie (klíčováním nosné).
- A2 je modulovaná telegrafie (klíčování modulačního tónu, nebo tónu a nosné).
- A3 je amplitudově modulovaný hlasový provoz (fonie).
- A5 je amplitudově modulovaný TV obraz.
- F2 je kmitočtově modulovaná telegrafie.
- F3 je kmitočtově modulovaný hlasový provoz (fonie).
- F5 je kmitočtově modulovaný TV obraz.
- Dig znamená digitální modulaci.

### Krátké vlny (KV)
Pásma se v běžné řeči označují (přibližnou) vlnovou délkou.
- 160 m – 1810–2000 kHz
  - 1810–1820 kHz – A1
  - 1820–2000 kHz – A1, A3
  - 1838–1842 kHz – Dig
- 80 m – 3500–3800 kHz, 3,5 MHz
  - 3500–3600 kHz – A1
  - 3580–3620 kHz – Dig
  - 3600–3800 kHz – A1, A3, A5
- 60 m - 5351.5 - 5366.5 kHz
- 40 m – 7000–7200 kHz, 7 MHz
  - 7000–7035 kHz – A1
  - 7035–7045 kHz – Dig, A5
  - 7035–7200 kHz – A1, A3
- 30 m – 10100–10150 kHz, 10 MHz
  - 10100–10150 kHz – A1
  - 10140–10150 kHz – Dig
- 20 m – 14000–14350 kHz, 14 MHz
  - 14000–14100 kHz – A1
  - 14070–14120 kHz – Dig
  - 14100–14350 kHz – A1, A3
  - 14225–14235 kHz – A5
- 17 m – 18068–18168 kHz, 18 MHz
  - 18068–18110 kHz – A1
  - 18100–18110 kHz – Dig
  - 18110–18168 kHz – A1, A3
- 15 m – 21000–21450 kHz, 21 MHz
  - 21000–21150 kHz – A1
  - 21080–21120 kHz – Dig
  - 21150–21450 kHz – A1, A3
  - 21335–21345 kHz – A5
- 12 m – 24890–24990 kHz, 24 MHz
  - 24890–24930 kHz – A1
  - 24920–24930 kHz – Dig
  - 24930–24990 kHz – A1, A3
- 10 m – 28000–29700 kHz, 28 MHz
  - 28000–28200 kHz – A1
  - 28050–28150 kHz – Dig
  - 28200–29700 kHz – A1, A3
  - 28675–28685 kHz – A5
  - 29200–29300 kHz – Dig
  - 29500–29700 kHz – F3

### Velmi krátké vlny (VKV)
- 6 m – 50,000–52,000 MHz
- 4 m – 70,000–70,500 MHz
- 2 m – 144,000–146,000 MHz
  - 144,000–144,150 MHz – A1
  - 144,150–145,800 MHz – A1, A3
  - 144,600–144,850 MHz – Dig
  - 145,000–145,800 MHz – F2, F3
  - 145,250–145,350 MHz – Dig
  - 145,800–146,000 MHz – A1, A3, Dig, družice

### Ultrakrátké vlny (UKV)
- 70 cm – 430,000–440,000 MHz
  - 430,000–432,000 MHz – A1, A3, F2, F3, A5, Dig
  - 432,000–432,100 MHz – A1
  - 432,100–433,000 MHz – A1, A3
  - 433,000–440,000 MHz – A1, A3, A5, F2, F3, F5, Dig
- 23 cm – 1,24–1,3 GHz
  - 1,24–1,3 GHz – A1, A3, A5, F2, F3, F5, Dig
- 13 cm – 2,3–2,45 GHz

### Super krátké vlny (SKV)
- 9 cm – 3,40–3,41 GHz
- 6 cm – 5,65–5,85 GHz
- 3 cm – 10,00–10,5 GHz
- 1,2 cm – 24,00–24,25 GHz

### Extrémně krátké vlny (EKV)
Zde se již pro označení pásem nepoužívají vlnové délky, ale obvykle frekvence.
- 47 GHz – 47,00–47,2 GHz
- 76 GHz – 75,5–81,50 GHz
- 122 GHz – 122.5–123 GHz
- 134 GHz – 134–141 GHz
- 248 GHz – 241–250 GHz[1]